# Ann Schoubs
Ann Schoubs (1966) is een Belgisch bedrijfsleidster. Ze is sinds 2021 directeur-generaal van De Lijn, de Vlaamse openbaarvervoermaatschappij.

## Levensloop
Ann Schoubs studeerde af als burgerlijk ingenieur aan de Katholieke Universiteit Leuven. Van 1990 tot 2017 werkte ze bij de Nationale Maatschappij der Belgische Spoorwegen, eerst als intern auditor, daarna als manager asset accounting, als corporate controller en als CIO. Vervolgens werd ze CEO van het NMBS-filiaal YPTO. Na twee jaar als head of supply chain management bij de NMBS werd ze aangesteld als chief audit executive bij de Federale Interne Audit, waar ze tot eind december 2020 werkte. In januari 2021 volgde ze Roger Kesteloot als directeur-generaal van de Vlaamse openbare vervoermaatschappij De Lijn op.